# Пружанська губернія
Пружанська губернія — адміністративна одиниця Берестейської економії.

## Ключі
- Городечнянський
- Дахловський
- Ліновський
- Пружанський
- Сухопольський
- Чахецький